# Anton Blomberg (fotograf)

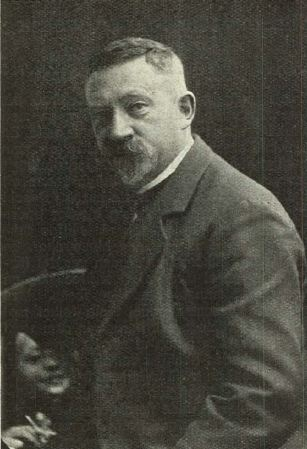
Anton Blomberg, 1912

Anton Ambrosius Blomberg, född 25 mars 1862 i Göteborg, död 8 juni 1936 i Lovö församling, var en svensk fotograf, i huvudsak verksam i Stockholm.

## Biografi
Blomberg flyttade 1888 från Karlstad till Stockholm där han var verksam med ateljé på Herkulesgatan 5 och senare på Sturegatan 28, 4 trappor upp. Mellan 1899 och 1914 var han även anställd som reportagefotograf för tidningen Idun och en av pionjärerna i denna nya yrkeskår. Vid den tiden var han även kunglig hovfotograf. Han lade ned verksamheten 1914 efter ca 60 000 bilder. Blomberg var även verksam som konsthandlare och målare.
På senare år har han blivit uppmärksammad för sina skildringar av livet i huvudstaden. Ett urval av bilderna publicerades 1981 av Rolf Söderberg i boken Stockholmsliv i Anton Blombergs bilder 1893–1914. Stockholms stadsmuseum har 10.000 av Blombergs bilder i sina samlingar.
Anton Blomberg är begravd på Lovö kyrkogård.

## Fotografier i urval

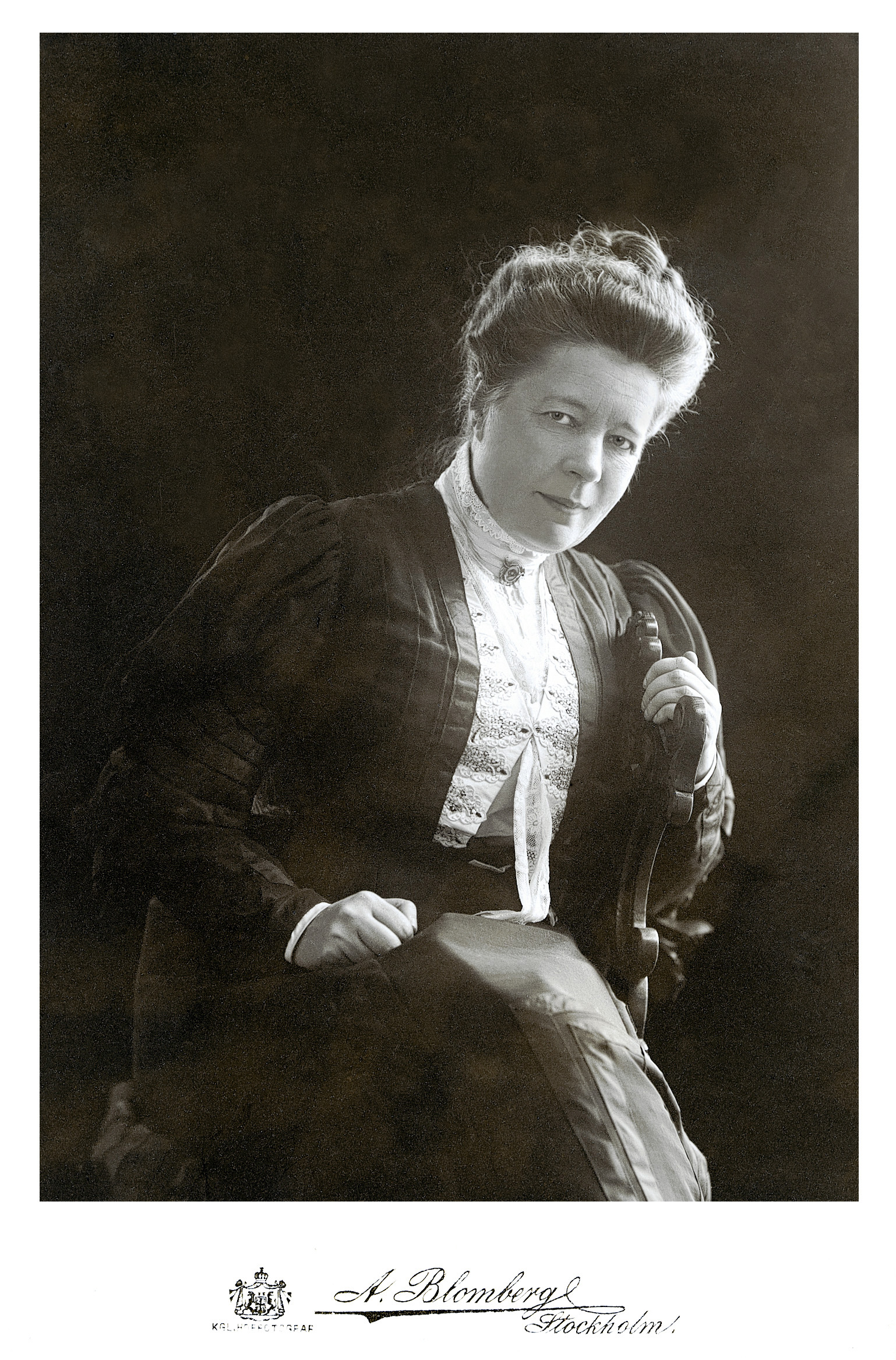
Författaren Selma Lagerlöf 1906.
Drottning Victoria
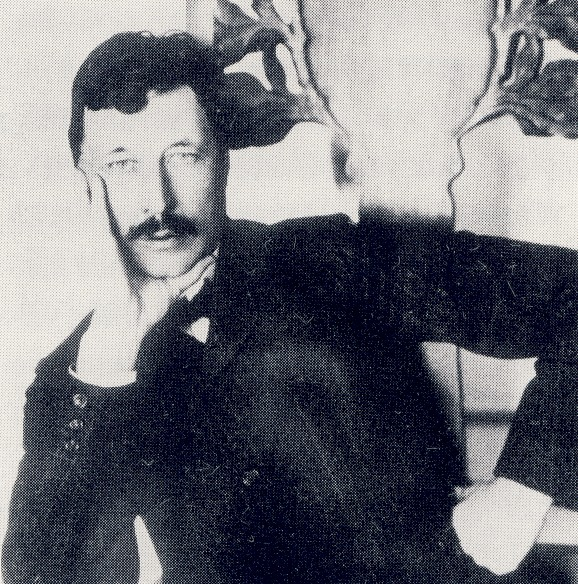
Arkitekten Ragnar Östberg 1907.
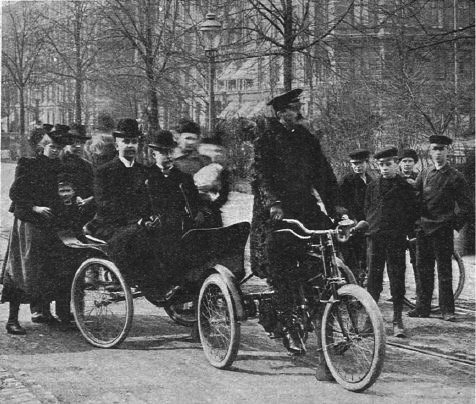
Stockholms första automobil 1899.
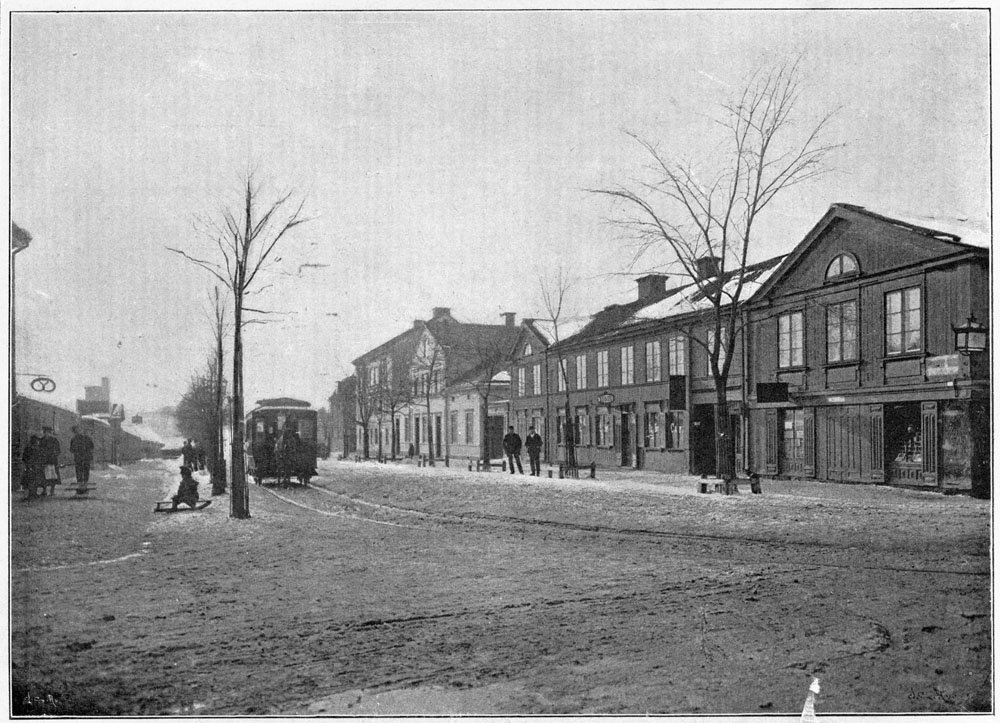
Allmänna gränd på Djurgården i Stockholm 1895.
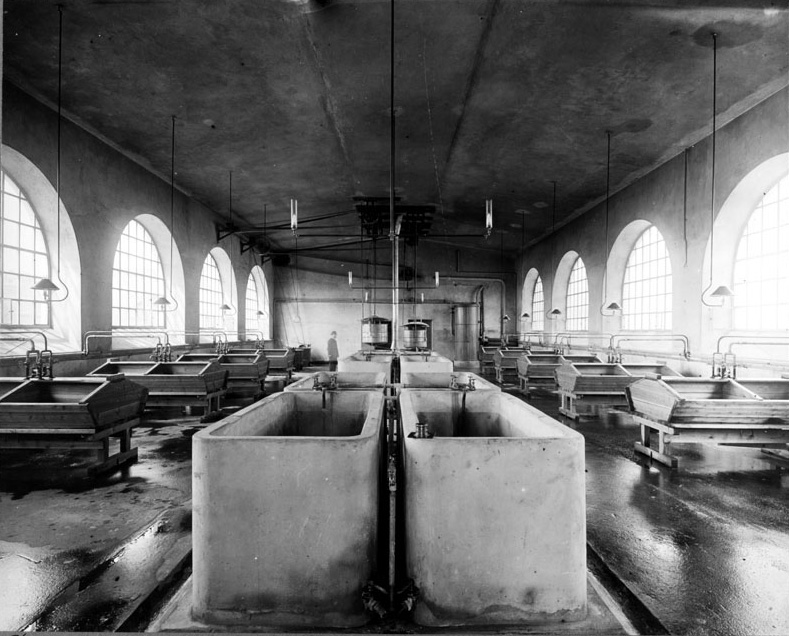
Tvättinrättningen vid Stockholms stads arbetsinrättning vid Maria Bangata 1905. Senare Vårdhemmet Högalid.
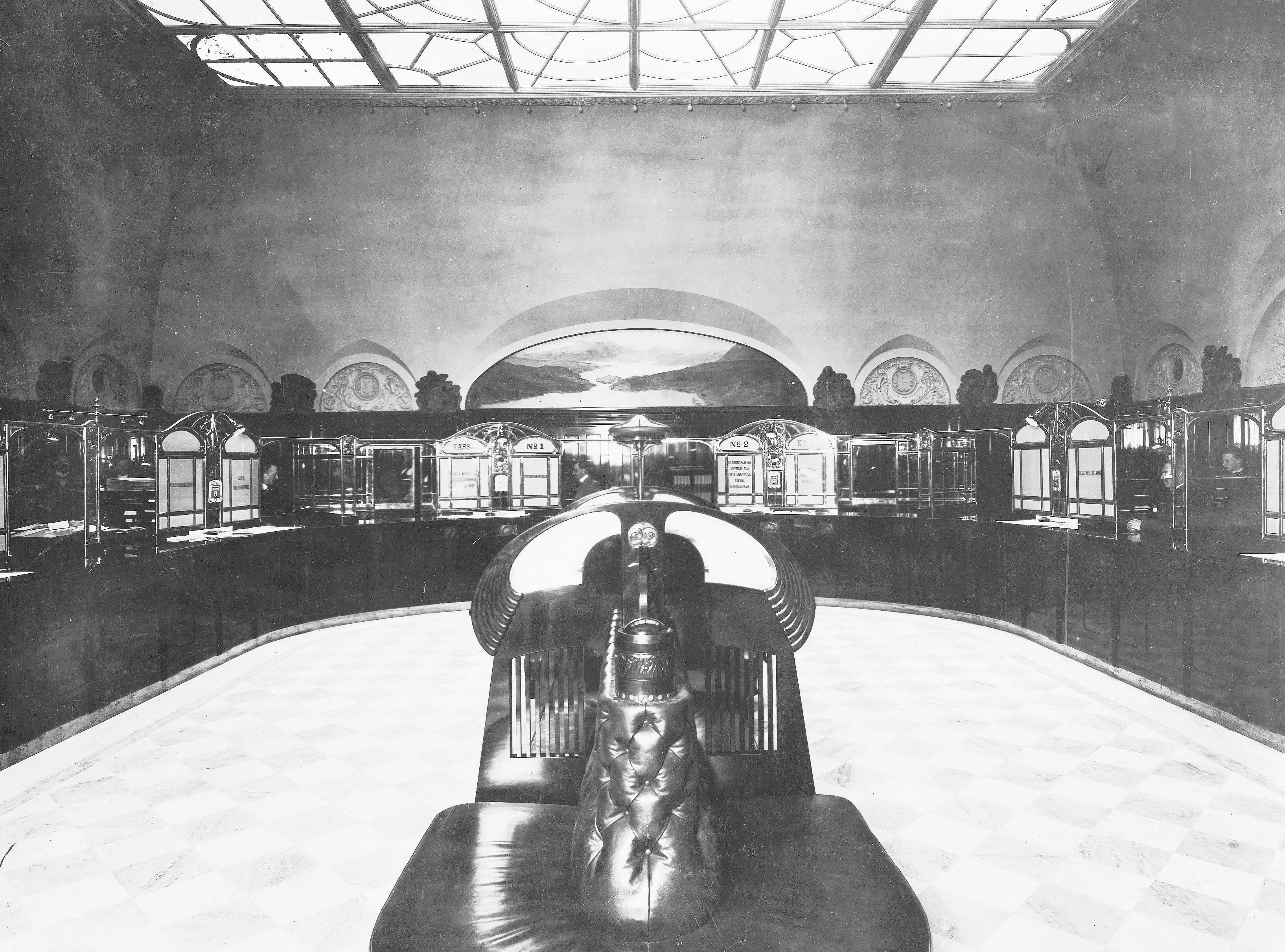
Norrlandsbankens kontor på Fredsgatan 10 i Stockholm 1904.
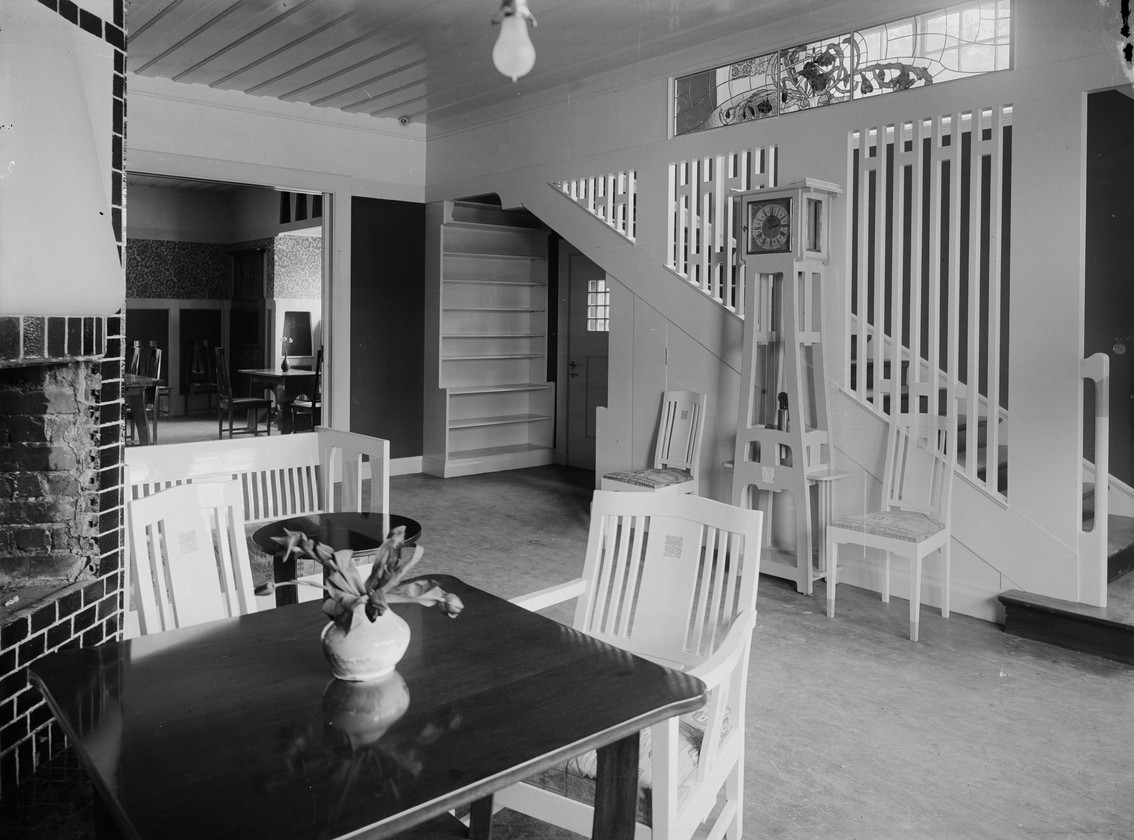
Pressens villa interiör, 1902
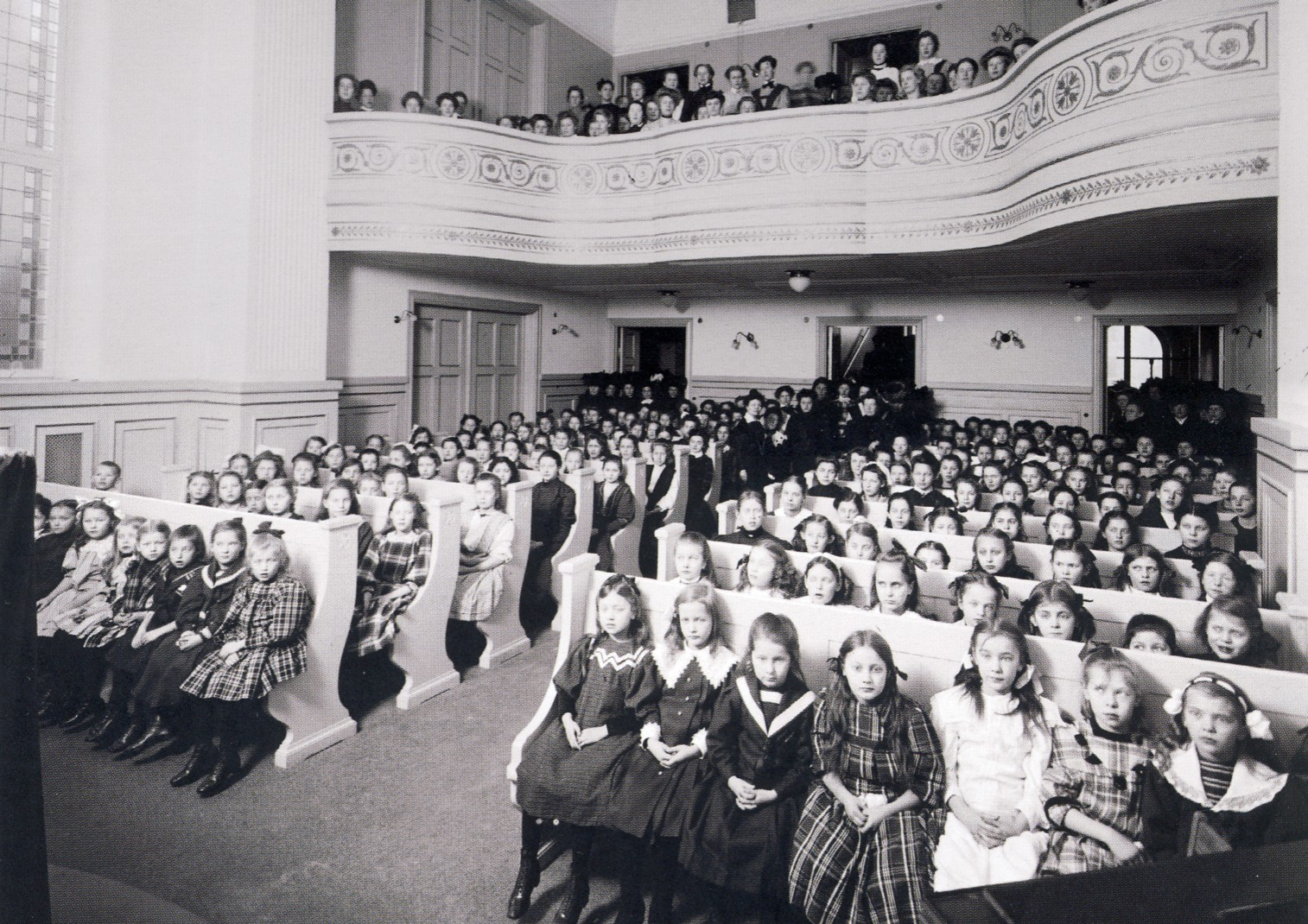
Wallinska skolan, 1908